# クイチャー
クイチャーは、沖縄県宮古島に伝わる民謡および踊り。人々が歌い踊りながら、輪になって手足を振り、声を合わせる。現在は「クイチャーフェスティバル」が開かれている。

## 歴史
語源は諸説あって定かでないが、一説に「くい（声）を合わせる（チャー）」とされる。楽器を使わず、「ニノヨイサッサ」のかけ声とともに円陣を組んで揃いの踊りを見せる。14世紀中頃、目黒盛豊見親（めぐろもり とよみや）が、宮古全島を統一した際に、機構の一つとして踊り部（ぶどりぶ）を制定したのが始まり。1701年の『宮古島旧記』には、1655年に琉球国王の前でクイチャーを踊ったとある。
人頭税廃止のクイチャーが最も有名である。また、人頭税廃止100年を記念して2002年より、島の各集落に踊り継がれる伝統のクイチャーと、創作クイチャーを共演するイベントが毎年1回行われている。作曲家の松下耕は、宮古島狩俣地区のクイチャーや竹富島の「安里屋ユンタ」をモチーフとした合唱組曲『八重山・宮古の三つの島唄』を発表した。その中でも「狩俣ぬくいちゃ」は、台湾の学校や合唱団でもコンクールの自由曲に選ばれている。

## クイチャーの例

### 人頭税廃止のクイチャー
- 「漲水のクイチャー」とも呼ばれる。

「保良（ぼら）真牛（まうす）沖縄（うき゜な）から 上り（ぬぶり）参（んみゃ）ばよ
ヤイヤヌ ヨイマーヌーユ 上り（ぬぶり）参（んみゃ）ばよ ニノヨイサッサイ ササ ハイ ハイ ハイ」
現在は次の歌が歌われる。
1. 漲水の舟着ぬ砂んなぐぬよ ヤイヤヌ ヨーイマーヌーユ 砂んなぐぬよ ヒノヨイサッサイ（漲水港の船着き場の砂々よ）
2. 粟んななり米んななり上りくばよ ヤイヤヌ ヨーイマーヌーユ 上がりくばよ ヒノヨイサッサイ（粟となり米となり波のように打ち寄せてくれたら）
3. 島皆ぬ三十原ぬ兄小たやよ ヤイヤヌ ヨーイマーヌーユー 兄小たやよ ヒノヨイサッサイ（島々の三十村々の若者たちも）
4. ピラとぅらだ カニや押さだゆからでぃだらよ ヤイヤヌ ヨーイマーヌーユー ゆからでぃだらよ ヒノヨイサッサイ（厳しい人頭税から解放され、幸せになれるのに）
5. 大神グスフヂ 並び折波小がまぬよ ヤイヤヌ ヨーイマーヌーユー 折波小ぬよ ヒノヨイサッサイ（大神島の浜辺に打ち寄せるさざ波よ）
6. 糸んちゅなりかしんななり 上がりくばよ ヤイヤヌ ヨーイマーヌーユー 上がりくばよ ヒノヨイサッサイ（機織の糸となって打ち寄せてくれたら）
7. 島皆ぬ三十原ぬ 姉小たやよ ヤイヤヌ ヨーイマーヌーユー 姉小たやよ ヒノヨイサッサイ（島々の三十村々の娘たちも）
8. ぶやんうまだかしやかきだ ゆからでぃだらよ。ヤイヤヌ ヨーイマーヌーユー ゆからでぃだらよ ヒノヨイサッサイ（厳しい人頭税の宮古上布を紡がされずに、幸せになるのに）

※本節は分かり易くするために一部意訳をしています。

#### 概要
人頭税廃止のニュースを保良村の真牛が港にもってきた。船着き場の砂は粟となり米となって上がってくるから、今や宮古の人々は人頭税から解き放たれたのだ。
- 人頭税廃止運動が成功して、税の廃止の知らせを携えて帰ってきた真牛などの人物を、歓喜でもって迎えた様子を表すクイチャーである。なお、税の廃止運動の詳細については中村十作を参照のこと。

### 豊年のクイチャー
「今年（くとぅす）から始（ぱず）ミャシヨー サーサー
弥勒（みるく）世（ゆ）ぬ なうらば 世や直（なお）れ サーサー
ヨーテイバー ヨーダキヨ サーサー 揃（する）イどう 美（かぎ）さぬ 世や直れ」
- 人頭税を納め、7日7夜を通して踊り遊ぶ宮古農民の歓喜を表したクイチャー。近年では「豊年の歌」とも呼ばれる。